# گراپی‌پرانت
گراپی‌پرانت (انگلیسی: Grapiprant) یک داروی مولکولی کوچک است که به کلاس پیپرانت تعلق دارد  این داروی ضد درد و ضد التهاب در درجه اول به عنوان مسکن برای التهاب خفیف تا متوسط مربوط به آرتروز در سگ ها استفاده می شود. این دارو به عنوان یک داروی ضد التهابی غیر استروئیدی مهارکننده غیر سیکلواکسیژناز (NSAID) طبقه‌بندی شده است.